# Brendan Ranford
Brendan Ranford, född 3 maj 1992, är en kanadensisk professionell ishockeyspelare som tillhör NHL-organisationen Colorado Avalanche. Han har tidigare tillhört Dallas Stars.
Ranford draftades i sjunde rundan i 2010 års draft av Philadelphia Flyers som 209:e spelare totalt.
Han är brorson till den före detta ishockeymålvakten Bill Ranford som vann två Stanley Cup under sin 15 säsonger långa NHL-karriär.

## Statistik
| 2006–2007  | CAC Canadians Bantam AAA          | AMBHL      | 30  | 49  | 38  | 87  | 48  | —  | —  | —  | —  | —  |
| 2007–2008  | CAC Edmonton Canadians Midget AAA | AMHL       | 35  | 33  | 46  | 79  | 58  | 12 | 10 | 5  | 15 | 6  |
|            | Kamloops Blazers                  | WHL        | 3   | 0   | 0   | 0   | 0   | —  | —  | —  | —  | —  |
| 2008–2009  | Kamloops Blazers                  | WHL        | 66  | 13  | 14  | 27  | 46  | 4  | 0  | 3  | 3  | 2  |
| 2009–2010  | Kamloops Blazers                  | WHL        | 72  | 29  | 36  | 65  | 83  | 4  | 2  | 3  | 5  | 4  |
| 2010–2011  | Kamloops Blazers                  | WHL        | 68  | 33  | 53  | 86  | 68  | —  | —  | —  | —  | —  |
| 2011–2012  | Kamloops Blazers                  | WHL        | 69  | 40  | 52  | 92  | 73  | 11 | 5  | 9  | 14 | 8  |
| 2012–2013  | Kamloops Blazers                  | WHL        | 70  | 22  | 65  | 87  | 28  | 15 | 5  | 15 | 20 | 0  |
| 2013–2014  | Texas Stars                       | AHL        | 65  | 12  | 21  | 33  | 14  | 21 | 8  | 8  | 16 | 12 |
| 2014–2015  | Dallas Stars                      | NHL        | 1   | 0   | 0   | 0   | 0   | —  | —  | —  | —  | —  |
|            | Texas Stars                       | AHL        | 50  | 13  | 23  | 36  | 12  | —  | —  | —  | —  | —  |
| NHL totalt | NHL totalt                        | NHL totalt | 1   | 0   | 0   | 0   | 0   | —  | —  | —  | —  | —  |
| AHL totalt | AHL totalt                        | AHL totalt | 115 | 25  | 44  | 69  | 26  | 21 | 8  | 8  | 16 | 12 |
| WHL totalt | WHL totalt                        | WHL totalt | 348 | 137 | 220 | 357 | 298 | 34 | 12 | 30 | 42 | 14 |